# 水泉澳

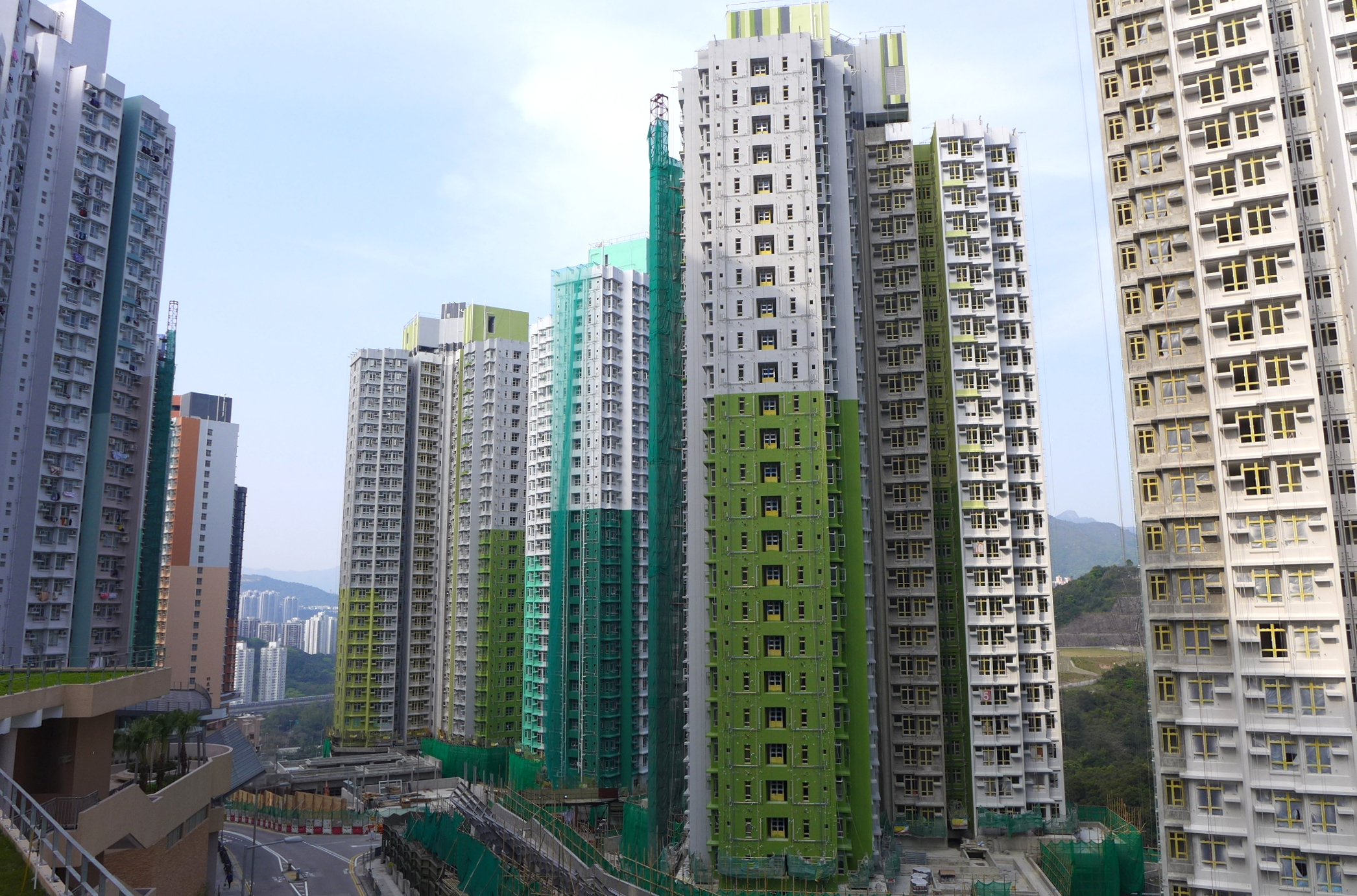
水泉澳邨第3期（2016年3月）

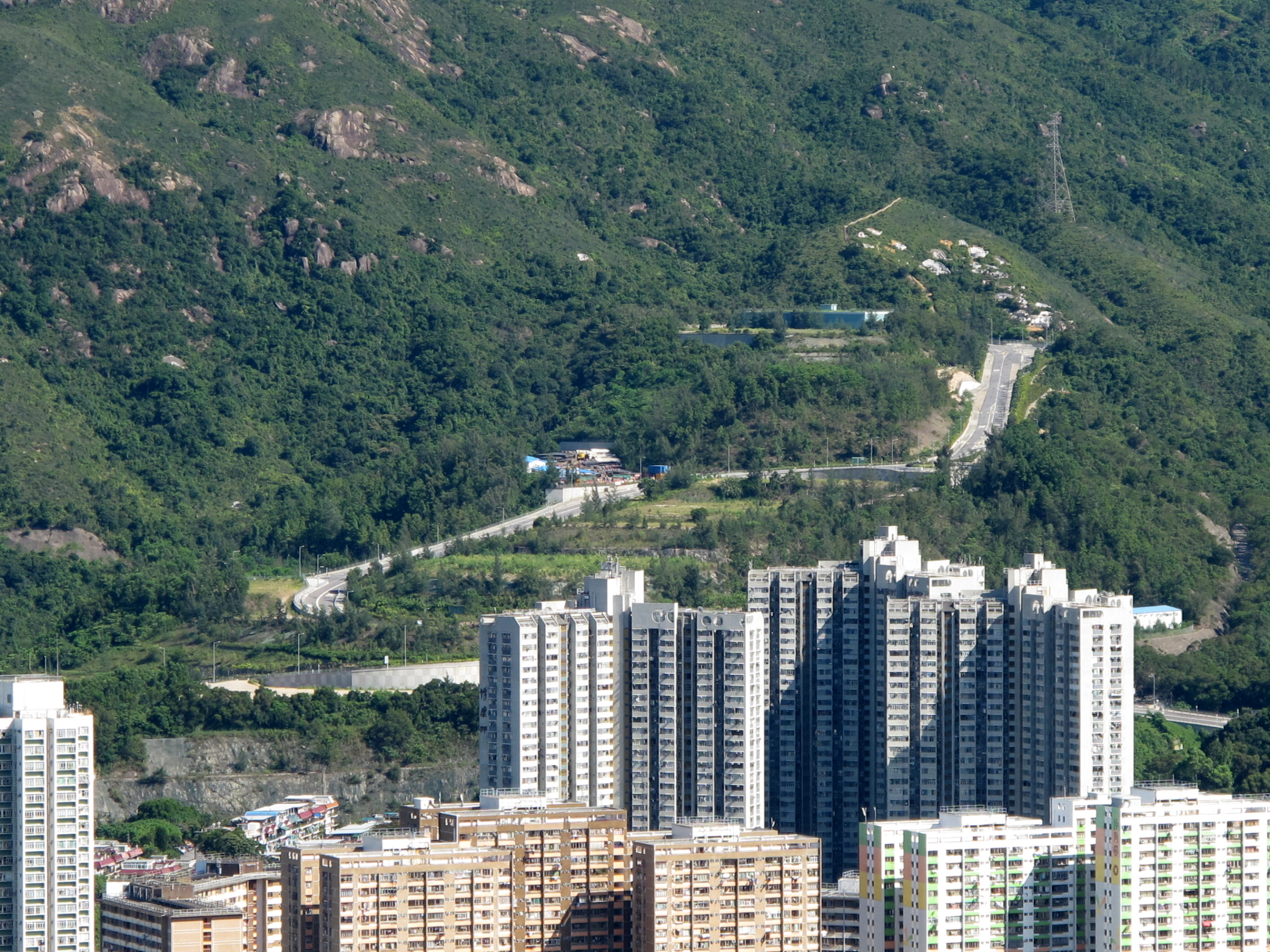
發展中的水泉澳（2010年8月）

水泉澳（英語： 又稱英語：）為香港新界沙田區的一座山，海拔372米，位於馬鞍山郊野公園和獅子山郊野公園之間，鄰近博康邨及沙瀝公路，為城門河東岸的一部分。水泉澳近博康邨東南面的土地在2015年至2017年分4期落成18座公共屋邨水泉澳邨，是該區近年最大型房屋發展計劃。

## 位置
水泉澳位於位於馬鞍山郊野公園最西邊；獅子山郊野公園最東邊，北面鄰近沙田圍博康邨，南面有饅頭墩及慈雲山。水泉澳山峰屬馬鞍山郊野公園範圍，山頭兩側有小溪流水。
水泉澳一帶為熱門行山路徑，以奇形怪石著稱，包括飛來石及裂石（試劍石）等，在山上亦可俯瞰沙田市全景。當中一條熱門登山路徑——慈沙古道便是由水泉澳邨月泉樓旁的小徑開始，經過馬鞍山郊野公園、燒烤場、獅子亭及沙田坳道的慈雲山觀音廟，抵達慈雲山。

### 鄰近物業／道路
- 水泉澳邨
- 瓏珀山
- 多石街
- 多石徑
- 水泉坳街
- 博泉街
- 博泉徑
- 博康邨
- 沙瀝公路

## 區議會議席分佈
為方便比較，以下列表將表示沙田路以南範圍。
| 年度/範圍                                                   | 2000-2003    | 2004-2007    | 2008-2011    | 2012-2015    | 2016-2019    | 2020-2023      |
| ----------------------------------------------------------- | ------------ | ------------ | ------------ | ------------ | ------------ | -------------- |
| 博康邨                                                      | R08 博康選區 | R08 博康選區 | R08 博康選區 | R08 博康選區 | R08 博康選區 | R08 博康選區   |
| 水泉澳邨第一期 （清泉樓、朗泉樓、欣泉樓、喜泉樓以及樂泉樓） | 尚未落成     | 尚未落成     | 尚未落成     | R09 乙明選區 | R09 乙明選區 | R09 水泉澳選區 |
| 水泉澳邨第二期 （城泉樓、河泉樓、明泉樓、月泉樓以及映泉樓） | 尚未落成     | 尚未落成     | 尚未落成     | 尚未落成     | R09 乙明選區 | R10 乙泉選區   |
| 水泉澳邨第三期 （茂泉樓、林泉樓、修泉樓以及竹泉樓）         | 尚未落成     | 尚未落成     | 尚未落成     | 尚未落成     | R09 乙明選區 | R09 水泉澳選區 |
| 水泉澳邨第四期 （崇泉樓、山泉樓、峻泉樓以及嶺泉樓）         | 尚未落成     | 尚未落成     | 尚未落成     | 尚未落成     | R09 乙明選區 | R09 水泉澳選區 |

註：以上主要範圍尚有其他細微調整（包括編號），請參閱有關區議會選舉選區分界地圖及條目。

## 鄰近發展

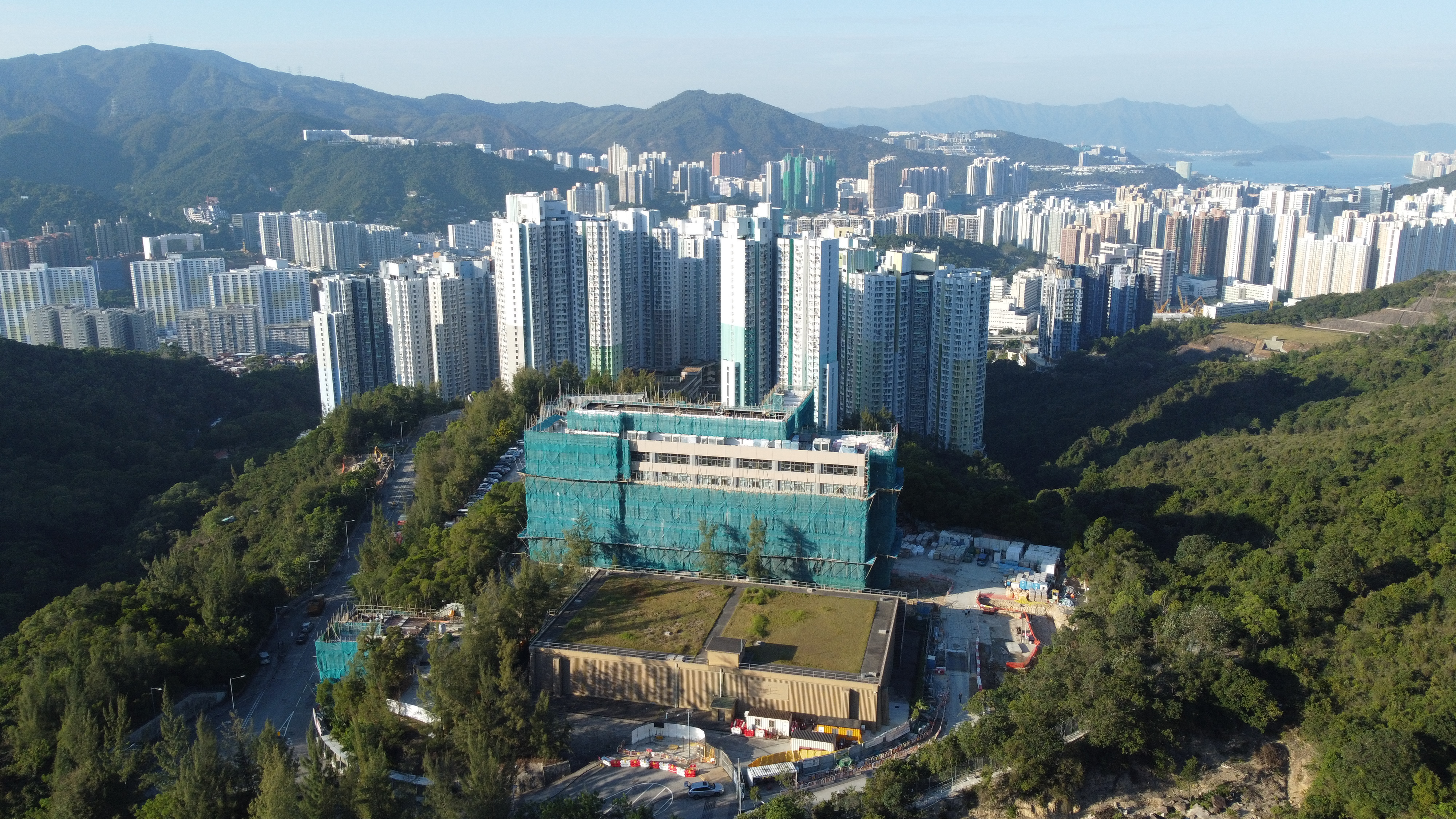
2021年11月水泉澳一帶的發展

早在1978年，政府已將沙田的核准的分區計劃大綱圖，位於水泉澳旁的沙田第52區和第34區分別劃作住宅及政府、機構或社區用地。
1998年9月，政府完成「沙田區建屋地點可行性研究」，建議把水泉澳北面近沙田圍博康邨21公頃的非郊野公園範圍土地平整，以提供長遠房屋土地需求。初期規劃興建5,300個公共房屋和私人房屋單位，供17,000人居住。
2000年，政府決定在52區內一幅2.5公頃土地興建環保居屋，擬在2004年或以前推出第52區的公共房屋單位。房委會亦為此舉辦名為「公共房屋新紀元-水泉澳建築設計比賽」徵集設計，興建特色的公共房屋。惟政府於2002年宣佈停售居屋，接近完成設計及勘探的水泉澳建屋被迫腰斬。當時曾考慮把原來的居屋項目改作為小型出租公屋單位，但因興建出租公屋未能乎合該區發展密度及不符合成本效益，地皮最終交回政府。
2009年，隨著區內基礎設施逐步完善，政府把9公頃的空置地皮交回房委會興建17幢樓高近40層的出租公屋，提供約10,000個單位。意見受到沙田區議會質疑會造成屏風效應。於2009年年底，房署額外獲撥鄰近三幅空地，令地盤面積增至13.3公頃。房署於是決定加建公屋至19棟，但樓高會縮至不高於30層。
2011年，水泉澳公屋地盤開始動工，在2014年至2016年分4期落成，提供約11,000個單位，供30,000人提供居住。屋邨提供商場、街市、公共交通交匯處及社福等設施。另外，也會建造行人天橋及升降機塔，連接毗鄰的博康邨。
2015年，政府將沙田多石村南面的山坡之上，面積9.4萬平方呎的綠化用地改為住宅地。土地在2016年8月4日截標，由新地以23.6億元投得，每方呎樓面地價5448元。該土地將發展為提供196伙分層住宅的豪宅，預計2022年落成。至2020年尾，該屋苑正式命名為瓏珀山，為水泉澳一帶唯一一個私人屋苑。
2019年起，水泉澳邨附近空地開始興建東華三院蔡榮星小學的永久校舍，預計2022年落成（但該校須於2018年在美林邨循理會美林小學舊址先行辦學三年）。